# ANK2
ANK2, анкирин 2, или нейрональный анкирин, (англ. ankyrin 2, neuronal; ankyrin-B) — адаптерный белок из семейства анкиринов, кодируется геном человека ANK2.

## Структура
Крупный белок, состоит из 3957 аминокислот. Включает 24 анкириновых повтора, которые формируют структуру, напоминающую соленоид, и  обеспечивают связывание ANK2 со спектрином, 2 домена ZU5, 2 death-домена, 15 A-повторов, UPA домен. 

## Функция
ANK2 является цитозольным белком, в мышечных клетках необходим для правильного позиционирования DMD и DCTN4 и для формирования и/или стабилизации особой подгруппы микротрубочек, связанных с костамерами и нервно-мышечными синапсами. Обеспечивает связь интегральных мембранных белков с цитоскелетом клетки. В кардиомиоцитах координирует сборку Na/Ca антипорта, Na/K ATPазы и инозитолтрифосфатного рецептора на саркоплазматическом ретикулюме. Необходим для координированной экспрессии Na/K ATPазы, Na/Ca антипорта и бета-2 спектрина (SPTBN1) на внутреннем сегменте фоторецепторов палочек в сетчатке глаза.

## Тканевая специфичность
Анкирин 2 является экспрессируется в нейронах и глиальных клетках мозга, в височной доле коры больших полушарий мозга во внутренних сегментах фоторецепторных клеток-палочек сетчатки.

## В патологии
Мутации гена ANK2 приводит к синдрому длинного QT, вызванного задержкой реполяризации кардиомиоцитов.